# 國道八號 (中華民國)

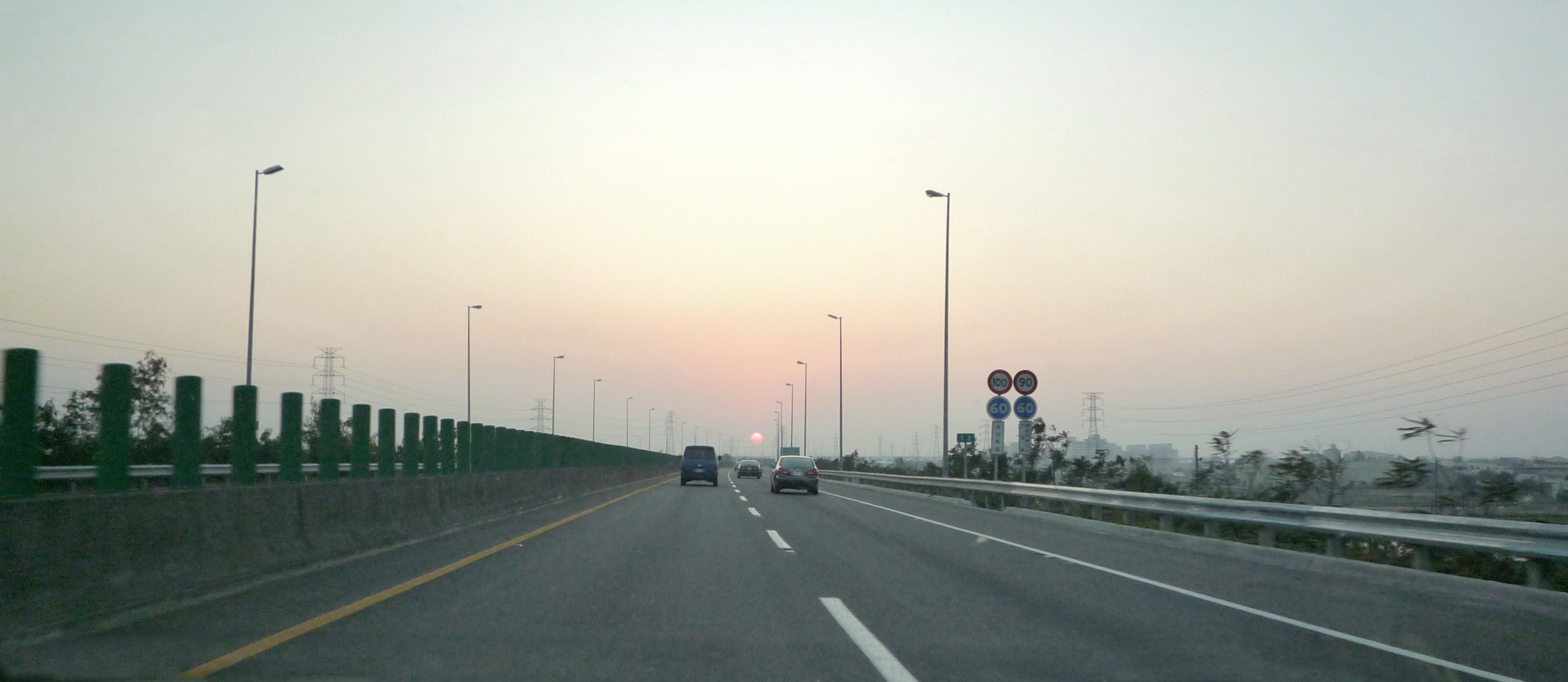
國道八號西行

中華民國國道八號，又稱臺南支線、臺南環線，簡稱國八。全線位於臺南市，西起安南區，經過安定區、新市區東抵新化區。

## 概述
國道八號西起臺南市安南、安定區界處，往東於台南系統交流道與國道一號交匯，至新化系統交流道與國道三號交匯，東至新化區台20線，其中台南端（0k）至南133線平交路口（4.2k）為國道快速公路（但禁止大型重型機車行駛），是安南區的對外交通要道。
台南端可接台17甲線往安南區並連接北區、中西區、安平區，另有東西向之台17乙線，連接台17線，計畫名稱「國道八號銜接西濱公路聯絡道」，於2007年12月18日通車，臺南市政府命名為「台江大道」。
雖然定位為國道，但同樣位於臺南都會區的東西向快速公路台86線重要性卻不亞於前者。因為後者雖然同樣為東西向路線，但是更貼近市區，也串連高鐵台南站、台南機場等重要交通樞紐。與國道一號、國道三號、國道八號連成一條環繞台南市市中心之路網，為臺灣第一個單一縣市內由高速公路、快速公路組成之環狀道路。
因為新市交流道聯絡南科之入口道路新港社大道，常造成台1線交通擁堵，後續自國道8號新市交流道（西側出入口）往南架設聯絡道連接臺南都會區北外環道路，並跨越鹽水溪與台1線立體交叉連接，道路名稱為國道8號南科聯絡道延伸省道台1線道路 （页面存档备份，存于）。

## 交流道
| 國道八號路線設施里程一覽表 |      |               |                             |                   |               |                                            |                                                                                                   |                        |
| 標誌                       | 里程 | 名稱          | 順樁預告                    | 逆樁預告          | 形式          | 通車日                                     | 銜接道路 →聯絡地區                                                                                |                        |
|                            |      |               |                             |                   |               |                                            |                                                                                                   |                        |
| 0                          | 0.0  | 台南端        | 高速公路起點                | 高速公路終點      | 直接式        | 1999年8月16日                              | 台17甲線（安吉路）、新吉五路 · →安南區、台江國家公園、新吉工業區                                  |                        |
| 此處有交通號誌             | 0.7  | 新吉平交路口  | 西港 和順                   | 台南市區          | 平交路口      | 1999年8月16日                              | 外側車道與鄰接道路⇒台19線 · →安定區、安南區、西港區                                               |                        |
| 2                          | 2.4  | 新吉          | （僅西出東入）              | 安南 西港         | 半套鑽石型    | 1999年8月16日                              | 台19線 · →安定區、安南區、西港區                                                                  |                        |
|                            | 4.2  | 南133平交路口 | 不適用                      | 不適用            | 平交路口      | 1999年8月16日（平交路口） 規劃中（立體化） | 南133線 · →安定區、安南區                                                                         |                        |
| 6                          | 6.5  | 台南系統      | 嘉義 台南                   | 台南 嘉義         | 環狀雙葉型    | 1999年8月16日                              | 中山高速公路                                                                                      |                        |
| 9                          | 9.7  | 新市          | 新市 永康 台南科學園區      | 新市 台南科學園區 | 半喇叭型＋Y型 | 1999年8月16日                              | 台1線、新港社大道、富強路、南科聯絡道（僅東出西入） · →新市區、永康區、台南科學園區、永康產業園區 |                        |
|                            |      | 新市系統      |                             |                   | Y型           | 規畫中                                     | 高雄港東側聯外高速公路                                                                            | 高雄港東側聯外高速公路 |
| 14                         | 14.6 | 新化系統      | 嘉義 高雄                   | 高雄 嘉義         | 環狀三葉型    | 1999年12月30日                             | 福爾摩沙高速公路                                                                                  |                        |
| 15                         | 15.5 | 新化端        | 山上 左鎮 新化 高速公路終點 | 高速公路起點      | 直接式        | 1999年8月16日                              | 台20線 · →新化區、山上區、左鎮區                                                                  |                        |

## 車道數及速限
| 路段                            | 車道數 | 車道數 | 車道數 | 速限（km/h） | 速限（km/h） |
| 路段                            | 東行   | 西行   | 雙向   | 東行         | 西行         |
| ------------------------------- | ------ | ------ | ------ | ------------ | ------------ |
| 台南端～台19線平交路口          | 2      | 2      | 4      |              |              |
| 台19線平交路口～南133線平交路口 | 2      | 2      | 4      |              |              |
| 南133線平交路口                 | 2      | 2      | 4      |              |              |
| 南133線平交路口～台南系統交流道 | 2      | 2      | 4      |              |              |
| 台南系統交流道～新化系統交流道  | 2      | 2      | 4      |              |              |
| 新化系統交流道～新化端          | 2      | 2      | 4      |              |              |

## 側車道
台南端至台南系統交流道西側之間設有側車道，長度6公里，作為匯入出主線之平面車道，亦是重要的直行交通幹線，中途與多條公路平面交會，並與主線之間，多處設有加減速車道與左右轉車道，路廊寬度40~56公尺。
台南端以南銜接台17甲線側車道，區道南133線以東為封閉式道路，並於台南系統交流道西側銜接南科西向連絡道（定順路）。
自海佃路口起，連接此側車道至台19線之路段實施號誌長綠 （页面存档备份，存于），增進車輛續行效果，可大幅減少通行時間。

## 相關計劃
- 新吉工業區聯外道路
  - 此計畫針對新吉工業區設立，於園區內規劃20米寬（新吉五路）、30米寬（安新二路）及40米寬（安順庄大道）道路來負荷未來園區內車流量，以利向東銜接台南端紓解尖峰車流量，道路已於2018年12月11日通車。
- 國道1號永康交流道聯絡道工程
  - 國道1號永康交流道聯絡道，又稱為安南永康新環線，連結永康交流道至國道8號。南133線自國道8號以南將拓寬為20米，串聯和濟路、長和路二段12巷、長和路一段、永安路，終點則至台1線，全線能有效連結臺南都會區北外環道路及永康交流道，預計2022年底完工通車。[5]
- 新吉平交路口立體化工程

## 後續計畫
- 南133線平交路口立體化及增設匝道
  - 該路口為闢建時考量當地民意反映所留設，車禍頻傳，台南市政府專函請高速公路局辦理區道南133線與國道8號立體交會，重新命名為港口交流道[6]。沿線周遭道路已開始更換預告牌為「港口交流道」[註 5]。
  - 增設南133線立體交叉高架橋一座，並增設西出東入平面匝道。另規劃一組市道178號西出東入高架匝道。 [7]
  - 目前整體計畫已獲高公局初審通過，將交由交通部及國發會審議，總經費預估22.55億。[8]
- 高架道路延伸至安中路口
  - 台19線交流道以西路段高架化，與台江大道立體交會並增設台江大道交流道，路寬56公尺（預留台江大道高架道路銜接匝道），安吉路中央分隔島架設高架道路至安中路口，路寬30公尺，預估總經費約55億5,000萬元[9]。
- 國道8號連接高架道路至西濱快速公路，由國土管理署規劃。[10]

## 相關資訊
- 興建單位：交通部臺灣區國道新建工程局
- 維護單位：交通部高速公路局
- 管理單位：內政部警政署國道公路警察局

## 外部連結
- OpenStreetMap上有關國道八號的地理
- 南133區道平交路口立體化與高架道路延伸至安中路口 （页面存档备份，存于）
- 台17甲線連結國道八號 （页面存档备份，存于）
- 交通部高速公路局（页面存档备份，存于）